# 弥涅墨斯
弥涅墨斯（希腊语：Μίμνερμος，英语：Mimnermus，鼎盛期在前630年-前600年)，古希腊哀歌诗人。

## 生平与作品
弥涅墨斯生活在一个战乱时期，当时小亚细亚的爱奥尼亚城邦正在抵抗兴起的吕底亚王的进攻。在弥涅墨斯的现存的诗歌段落中，曾经提到了这场斗争，并在其中将软弱的城邦居民与以前应用抵抗吕底亚的Gyges王的居民作对比。他最著名的诗篇是为追忆长笛女演奏者南诺所写作的哀歌，它第一位用哀歌体裁来表达爱情内容的诗人。根据记载，他至少写了两卷的哀歌，编成《南诺》一书，但现在今存残篇。